# Trifosgeno

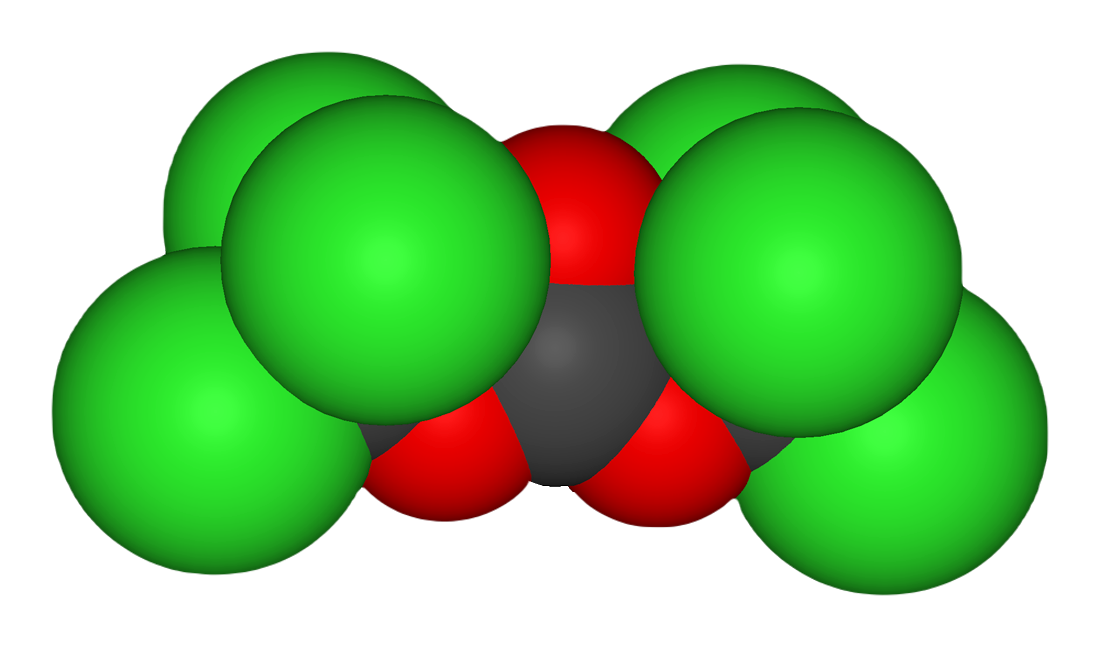
Estructura tridimensional del trifosgeno.

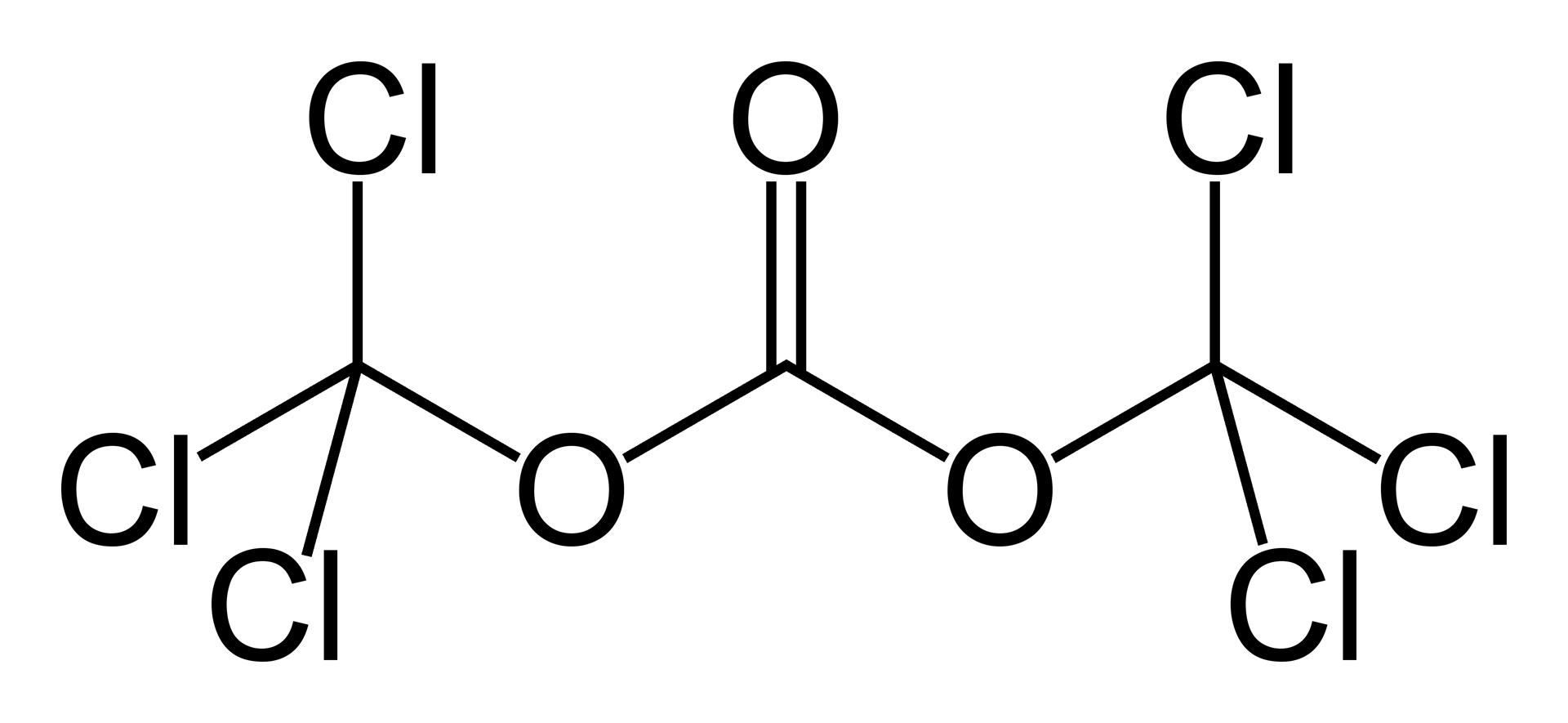
Estructura simplificada del trifosgeno.

El trifosgeno (Bis(triclorometil) carbonato, C3Cl6O3) es un compuesto químico usado como sustituto del fosgeno. A temperatura ambiente es un sólido cristalino de color blanco, que se descompone cerca de los 130 °C. La temperatura de descomposición es menor en las muestras impuras.
Su forma sólida en condiciones normales simplifica mucho las tareas de medida al emplearlo como reactivo.